# Terej bílý
Terej bílý (Morus bassanus, dříve Sula bassana, Linné 1783) je mořský pták, z čeledi terejovitých, obývající severní Atlantik a Tichý oceán. Jeho přirozeným biotopem jsou především pobřežní vody.

## Popis a způsob života

### Popis
Terej bílý má hydrodynamické svalnaté tělo, silný krk, silné nohy a plovací blány. Více se zdržuje u pobřeží než na volné moři a je to zdatný letec. Proletuje pod hladinou vody několik metrů a hledá ryby nebo hlavonožce. Když spatří kořist, dokáže se vrhnout do vody i z výšky 30 metrů, uchopí ji a vynoří se nad hladinu.

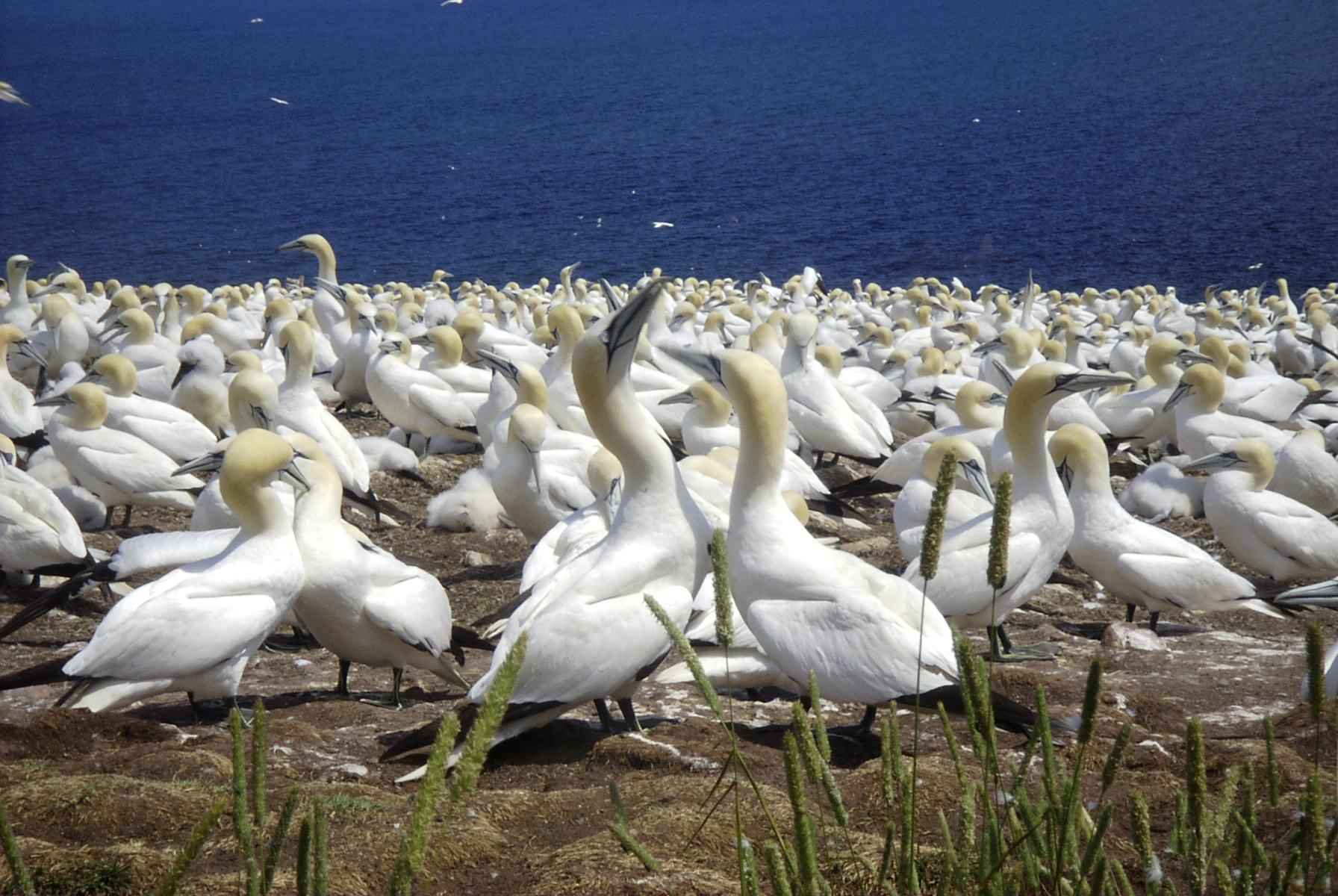
Kanadské pobřeží plné terejů

Má silný zobák a zvlášť utvářenou lebku s dutinami plněnými vzduchem, což umožňuje takový silný náraz z velké výšky. Další přizpůsobení doplňují jejich vlastnosti, typické pro vodní ptáky.
Nemají žádné vnější nozdry, otvory jsou zakryty kostěnými přepážkami, takže, když se pták potápí, nevnikne jim mořská voda do ústní dutiny. Kořen horní čelisti zobáku je vyhnutý nahoru, a tak může terej dýchat. Kromě toho má vyvinuté nadočnicové solné žlázy, které vylučují koncentrovaný solný roztok, který proniká vnitřními nozdrami do ústní dutiny a odkapává ze zobáku. Tím se tělo zbavuje soli. Proto může terej požírat slané ryby a pít mořskou vodu. Dorůstá 65–74 cm. Dle francouzských zdrojů (propagační materiály ptačí rezervace Sept illes) dospělí jedinci dosahují délky až 85–90 cm s rozpětím křídel až 165–180 cm; dosahují hmotnosti mezi 2,8 a 3,2 kg. Jedná se tedy o největšího mořského ptáka Evropy. Terej se v průměru dožívá 16 až 20 let.
Výjimečně se objevuje i hluboko v evropském vnitrozemí. Doposud byly zaznamenány 3 pozorování v České republice a dokonce jeden kus byl u nás v roce 1928 zastřelen. K zástřelu došlo u Rakovníka.

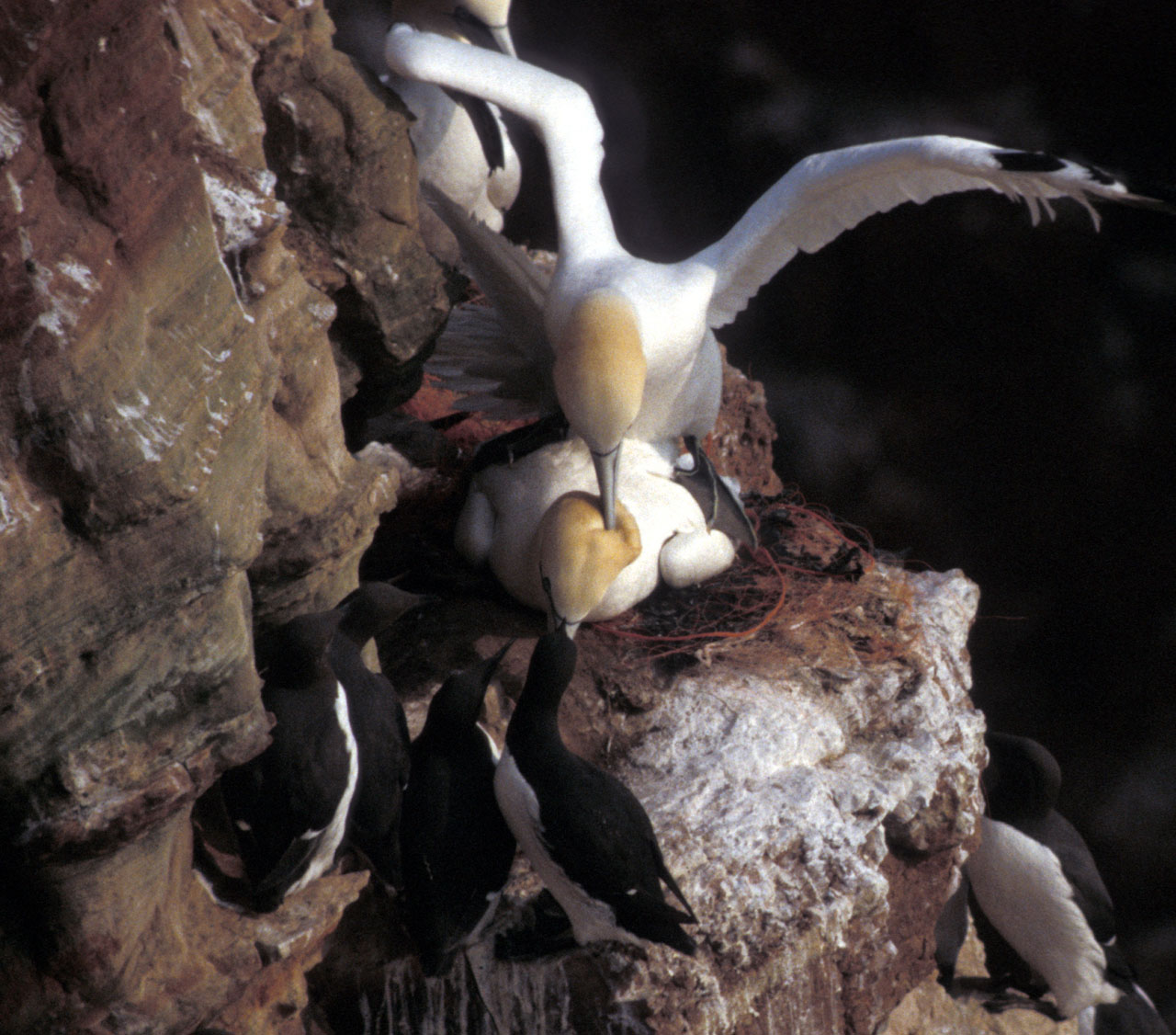
Páření

### Způsob letu
Za klidného počasí se terej bílý pohybuje pomocí mohutného a pravidelného mávání křídel, ale jakmile se zvedne silný vítr, začne využívat proudění vzduchu a plachtěním se nechá unášet větrem. Mláďata po 45 dnech postupně opouštějí hnízda a slézají do moře. Zde stráví ještě nějakou dobu plaváním na povrchu vody, učí se lovit ryby a posilují svalstvo. Jakmile dosáhnou dostatečné síly a vzrůstu, naučí se létat a to vzletem z povrchu moře. Mladí jedinci pak odlétají na několik let na volné moře podél pobřeží, kde se jako mořští ptáci živí lovem ryb a postupně mění barvu z hnědé na bílou. Jakmile dosáhnou pohlavní zralosti, vracejí se v době páření na původní hnízdiště, kde přišli na svět a vyberou si partnera na celý život.

### Stravování
Velice dramatický je pohled na tereje, jak se ve výškách vznáší ve větru a pak jakmile uvidí kořist, neočekávaně se vrhne dolu a jako šíp vysokou rychlostí (kolem 60 až 90 km/h) vlétne do moře (má tak ostrý zrak, že rozliší hejno ryb z výšky až 40 metrů). Dopad tereje do vody způsobí rázovou vlnu, která je schopna usmrtit ryby v okolí. Terejovi stačí svou kořist jen spolykat, dřív než dosáhne vodní hladiny. Proto se z vody vrací vždy s prázdným zobákem. Je to jediný létavý pták na světě, který se dokáže ponořit do hloubky až 22 metrů. Od francouzských rybářů, kteří jej u Bretaňských břehů ve 30. letech 20. století jako první pozorovali, z tohoto důvodu dostal jméno „Fou de Bassan“ – čili „Blázen z Bassanu“. Ve vzduchu jsou velice šikovní letci s ohromnou výdrží, ale vzlet a přistání jim způsobuje problémy. Při hnízdění na pobřežních ostrovech si vybírají místa, odkud se mohou vrhat dolů ze skály a nabrat plachtěním rychlost, z vodního povrchu vzlétají ztěžka, dlouhodobým máváním křídel spojeným s plácáním do vody. Z rovného zemského povrchu by pták ani nemohl vzlétnout, zlomil by si při tom křídla. Jejich hlavní kořistí jsou hlavně malé ryby jako makrely, sledě, tresky, smaček neskvrněný a také olihně.

### Rozmnožování
Terej bílý je velmi společenský, sociální pták. Žije v koloniích na skalách a na malých ostrůvcích, kde se jich navzájem tísní tisíce. Je nutné uchovat jejich přibližný počet. V roce 1970 byla celková populace odhadována na 200 000 párů. Pokusy, při kterých se nechávali terejové hnízdit jen v malých skupinkách, selhaly, pravděpodobně hraje důležitou roli pro úspěšné vyvedení mláďat i sociální kontakt uvnitř kolonie mezi ptáky navzájem. Velmi společenský v době hnízdění, vytváří velmi husté kolonie. Na moři žijí ptáci v menších skupinkách. Na moři se chovají velmi tiše ale v době hnízdění tito ptáci spolu hodně komunikují pomocí hrdelních zvuků, vydávaných v pravidelných intervalech.
Oblast hnízdění tereje je omezena výhradně na oblast Atlantiku a Severního moře. V Severní Americe se nachází pouze 6 hnízdišť, a to na v zálivu Svatého Vavřince. Mezi nimi je na světě největší kolonie terejů s více než 60 000 páry na ostrově Bonaventure. Další kolonie se nacházejí britských ostrovech, na Islandu, v Norsku a ve Francii v Bretani na souostroví Sept-Îles (Côtes-d'Armor), na ostrově île Rouzic. Na poloostrově Saint-Kilda ve Skotsku hnízdí cca 119 000 ptáků. V Bretani se odhaduje počet terejů na 52 000 na ostrově Rouzic.
Partnerský vztah zůstává trvalý po celý život. Každý pár „vlastní“ a obhajuje malé stanoviště. Hnízda leží tak blízko vedle sebe, že se hnízdící ptáci navzájem dotýkají, když se protahují. Snůška obsahuje jediné vejce, na kterém sedí oba rodiče 43 až 45 dnů. Zvláštností je jak ptáci „sedí“ na vejcích. K udržování dostatečné teploty používají své velké nohy, roztaženými plovacími blánami pták (jak samička tak samec) zakryje vejce i později potomka a chrání jej proti nepřízni počasí.
Hnízdění v hustě osídlených koloniích na pobřežních skaliskách nebo na skalnatých ostrovech. Doba hnízdění od dubna do července. Pár sameček-samička zůstává spolu po mnoho let, pravděpodobně na stálo. V průběhu obřadu páření se vzájemně uklánějí, třou se zobáky, natahují krky a křídla. Hnízdo tvoří zpočátku jednoduchá vrstva mořských řas, větviček a mechu, během let se hnízdo promění v opravdovou hromadu peří, odpadu z ryb a výkalů. Samice do hnízda snáší vždy pouze jedno vajíčko bílé barvy s namodralým nádechem. Zhruba po dobu 6 týdnů na vejci sedí střídavě samec i samička. Po vylíhnutí je mládě krmeno svými rodiči po dobu 90 dnů a ze své počáteční hmotnosti 70 gramů rychle přibírá, až dosáhne hmotnosti kolem 4 kilogramů.
Po skončení doby hnízdění se ptáci vracejí na moře, odlétají směrem na jih a rozptýlí se podél několika mořských pobřeží (Mexický záliv, Středozemní moře).

## Vědecké jméno
Původní vědecký název tereje bílého zní Sula bassana, tak ho pojmenoval Carl Linné v roce 1783. Dnes se je znám pod vědeckým názvem Morus bassanus.

## Obrázky

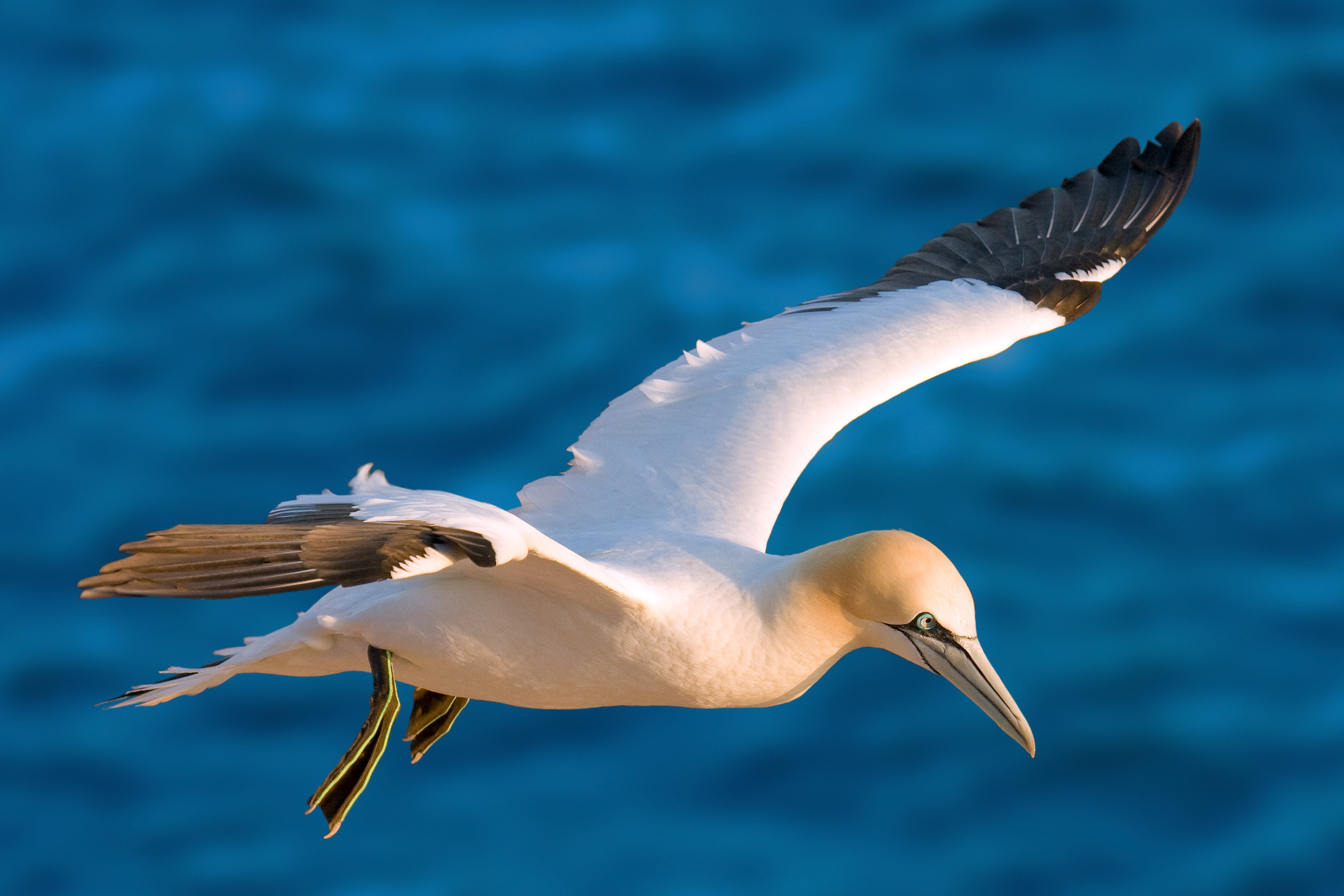
Letící terej
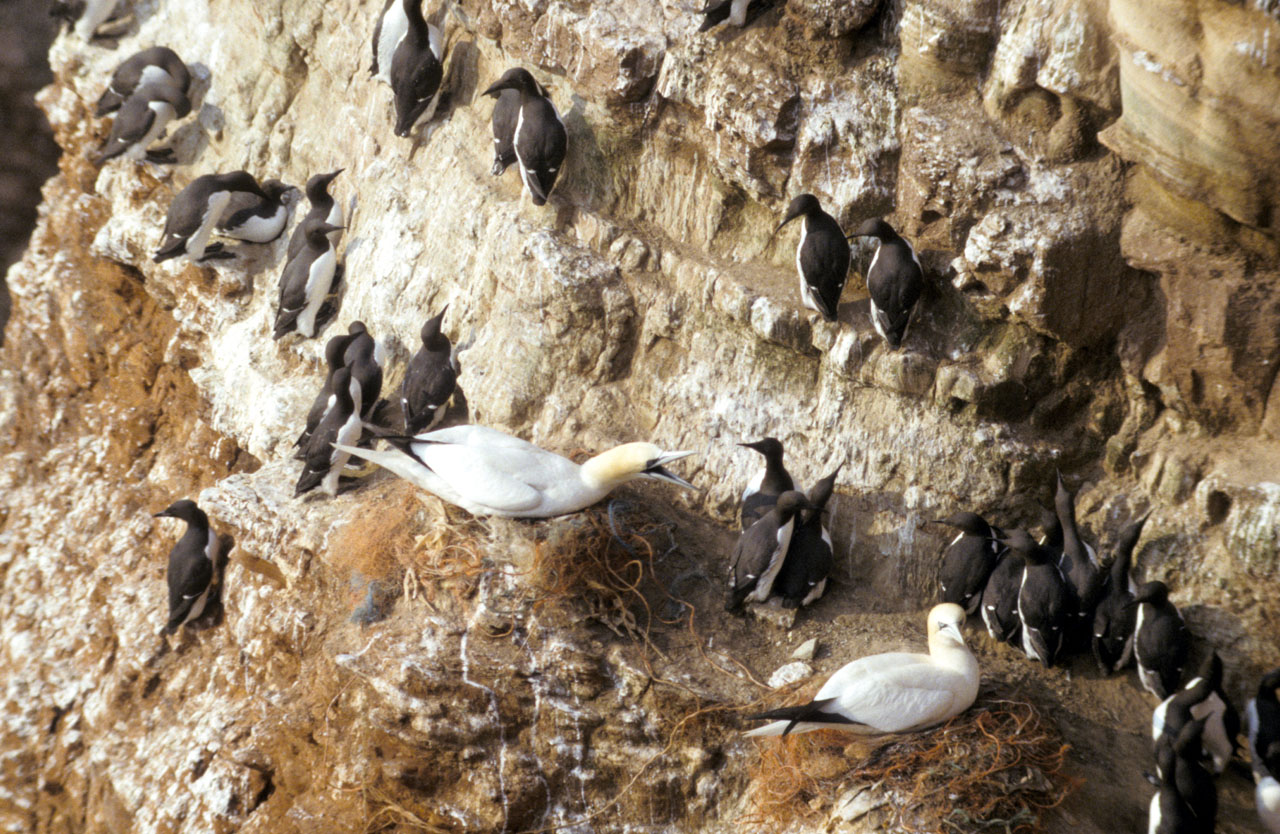
Samice tereje chrání své hnízdo...
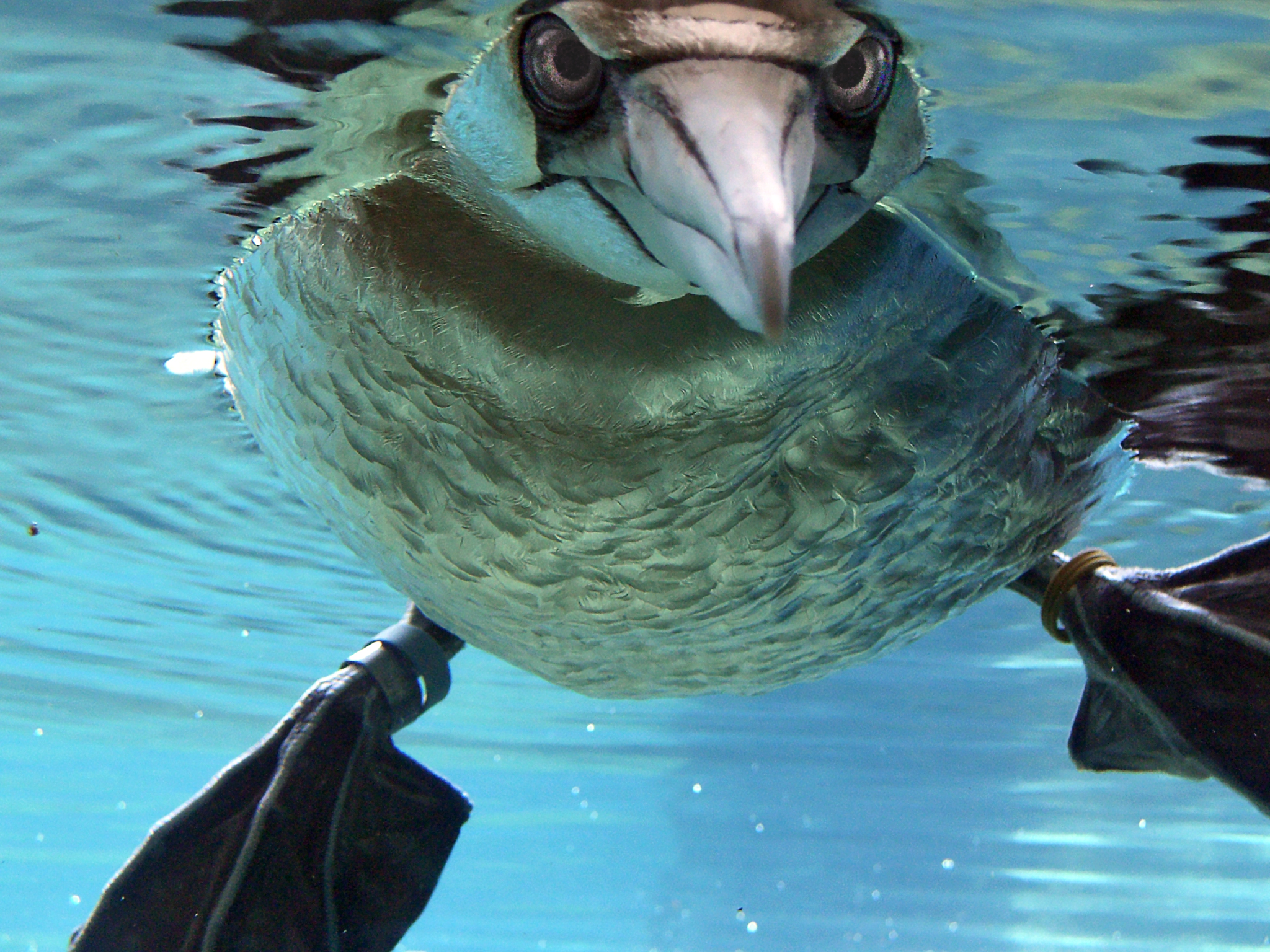
Terej pod vodou
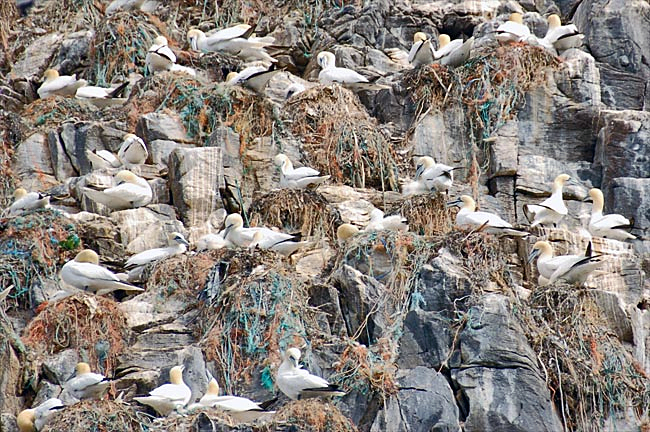
Kolonie na skalním útesu
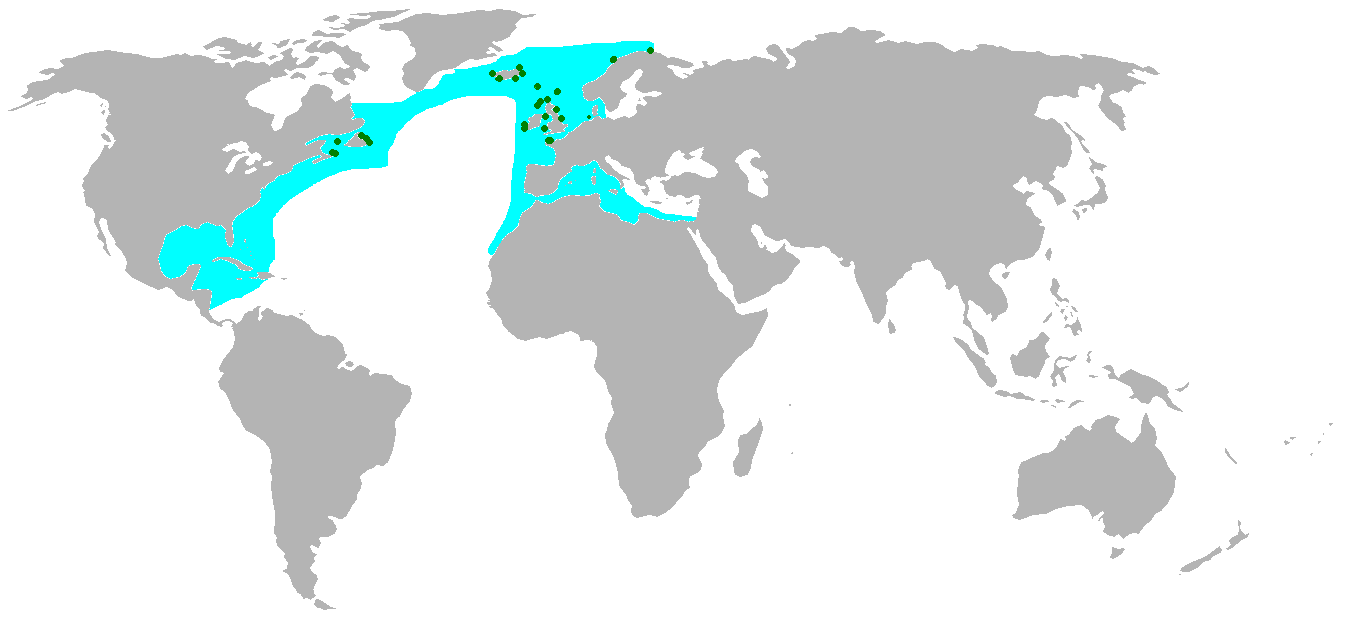
Rozšíření tereje (červeně)
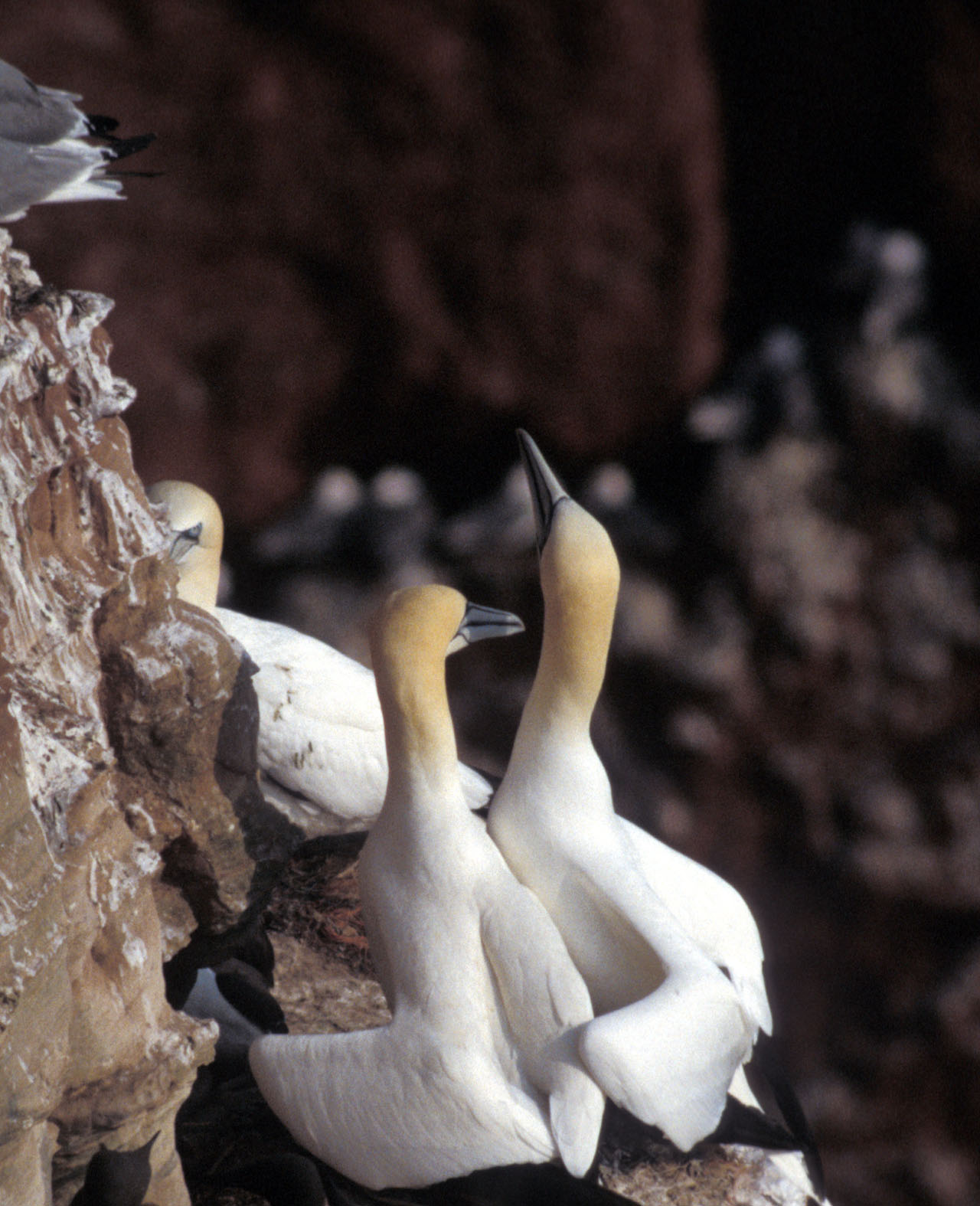
Pár terejů
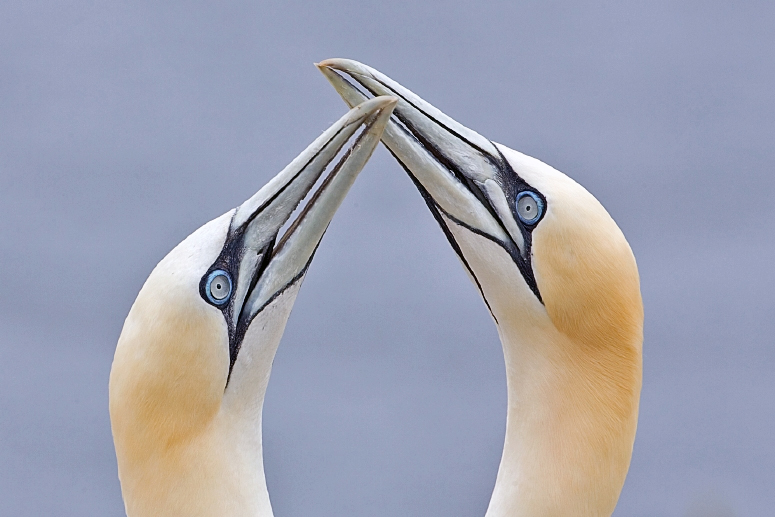
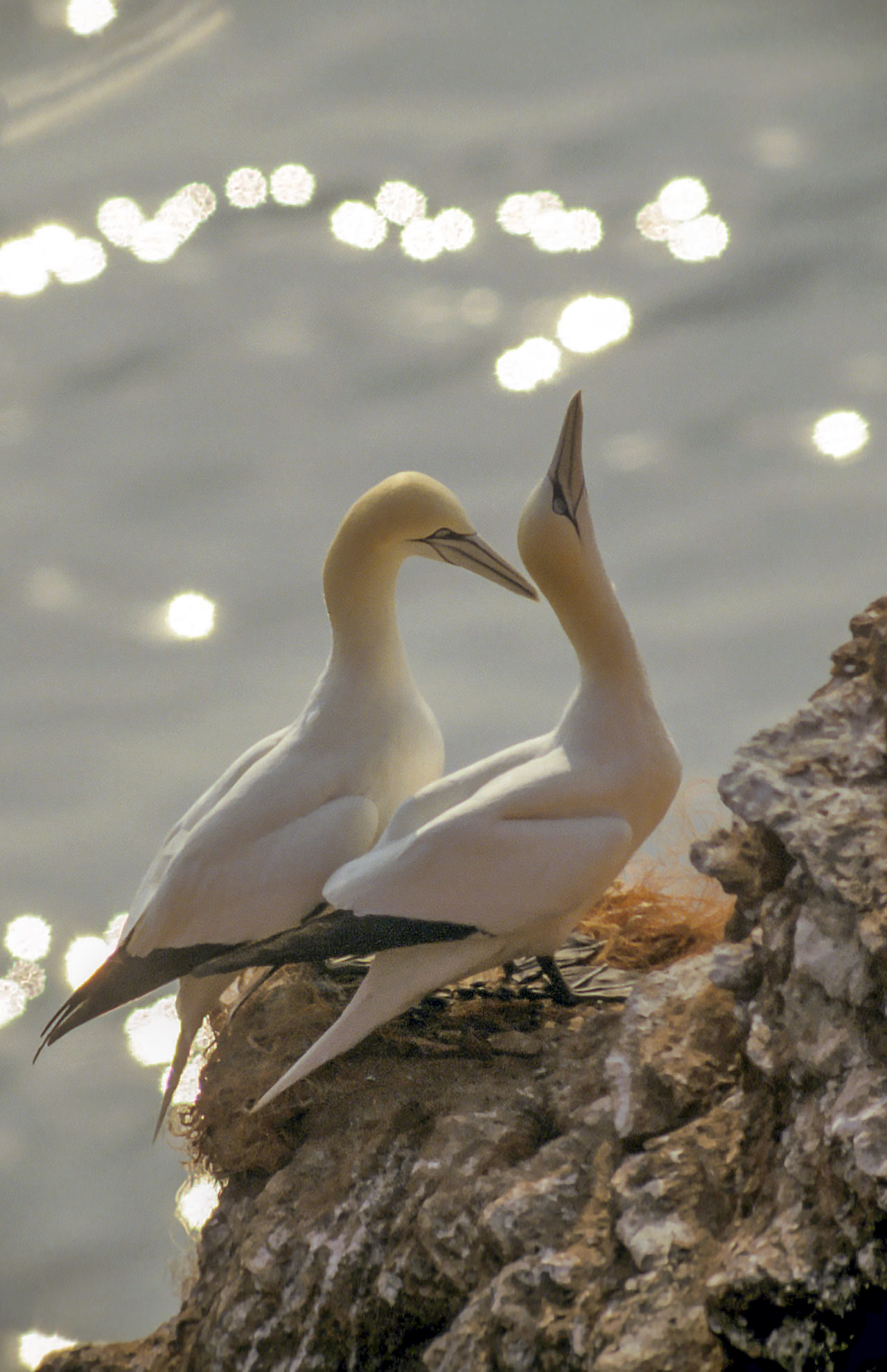
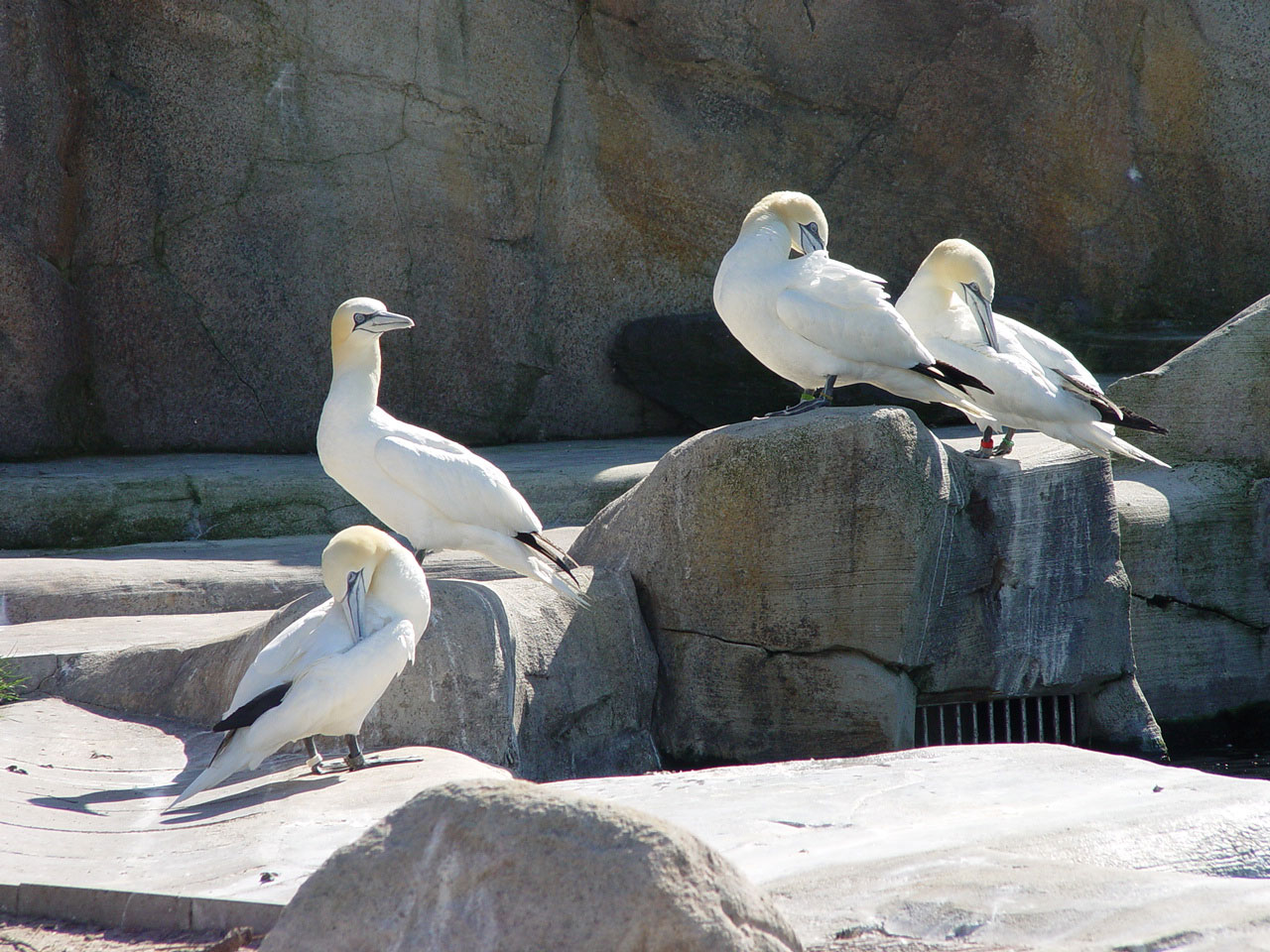
Terejové v Zoo
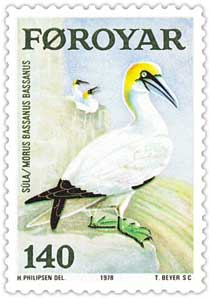
Terej na známce
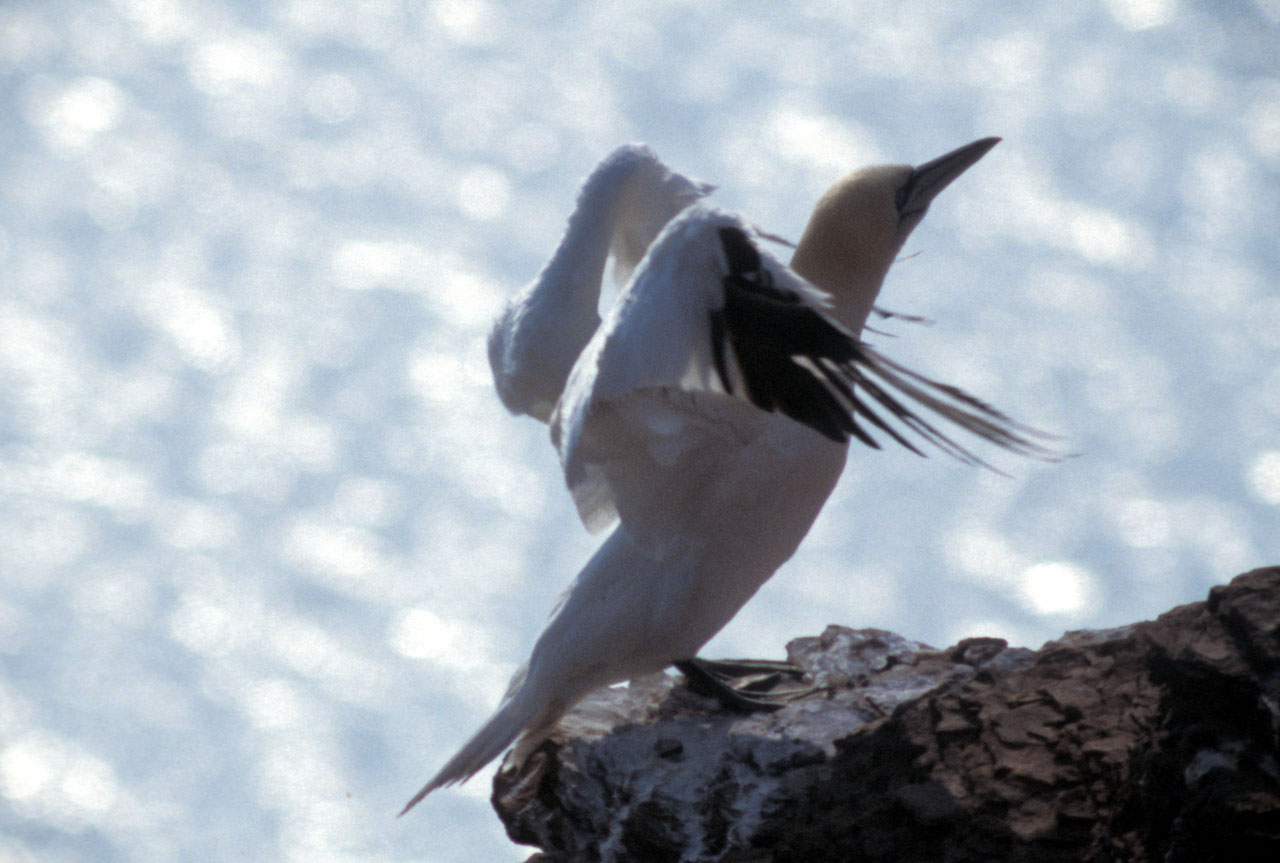
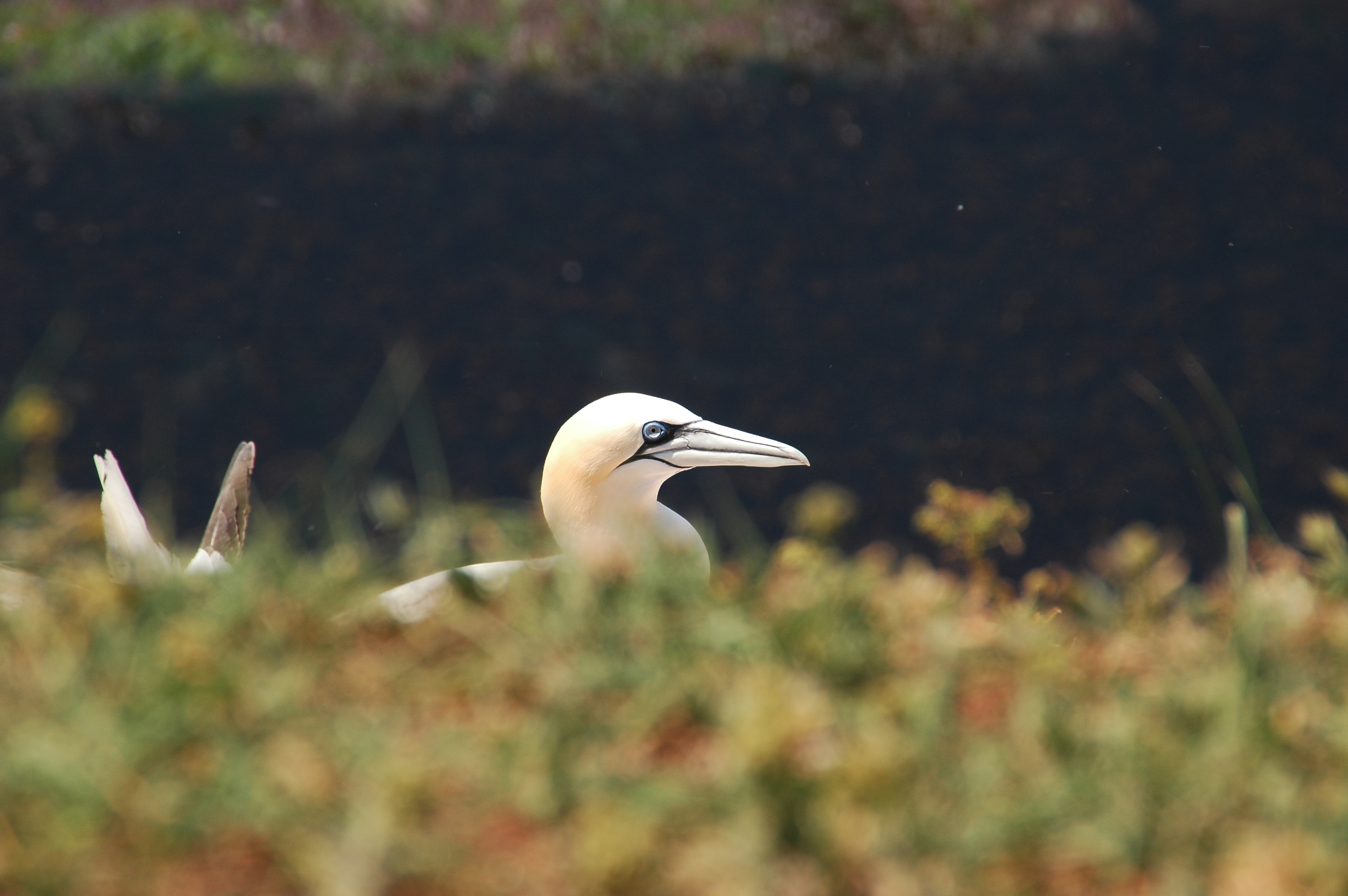
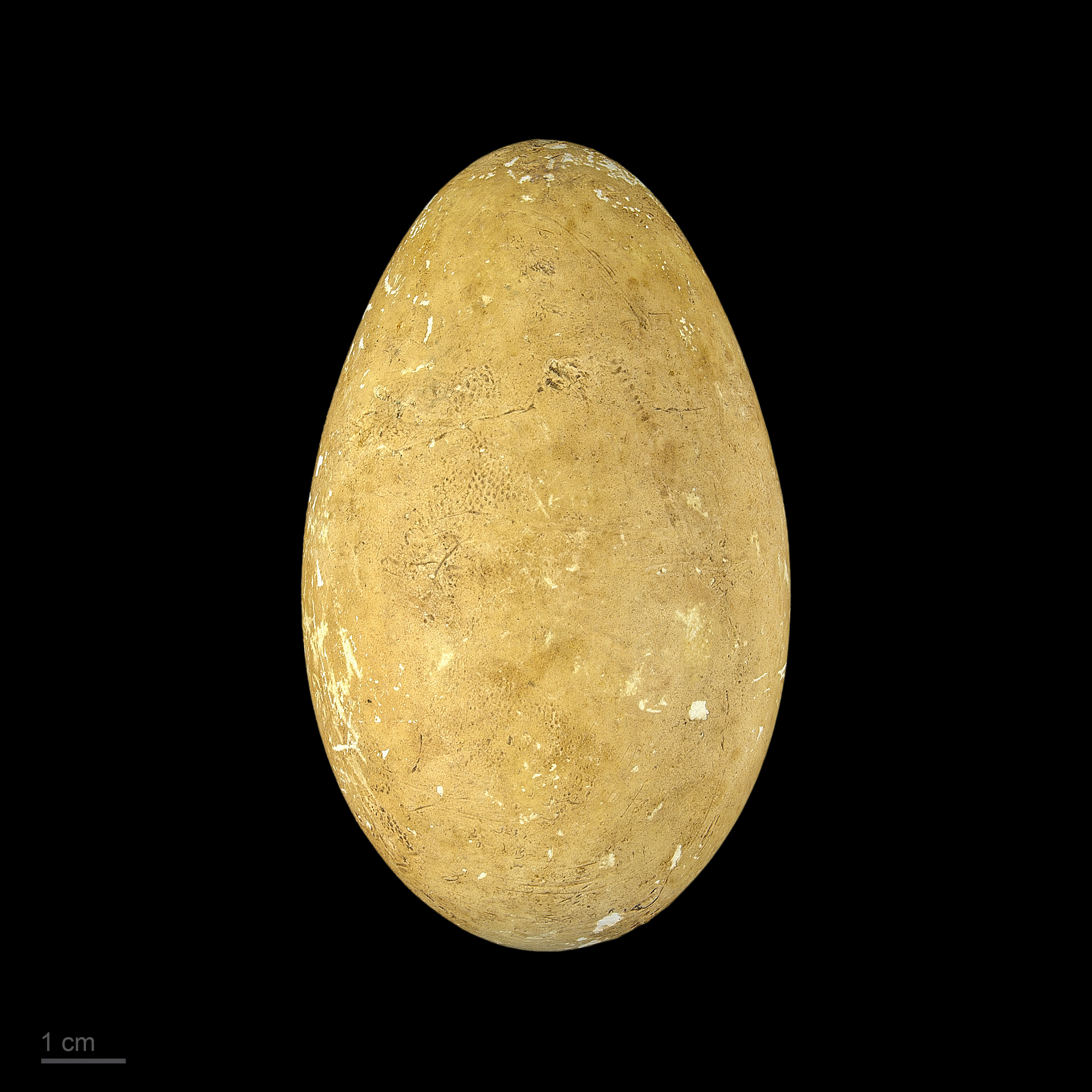
Museum specimen